# Protea laurifolia
Protea laurifolia är en tvåhjärtbladig växtart som beskrevs av Carl Peter Thunberg. Protea laurifolia ingår i släktet Protea och familjen Proteaceae. Inga underarter finns listade i Catalogue of Life.